# Tapiolite-(Mn)
La tapiolite-(Mn) è un minerale isostrutturale con la tapiolite-(Fe) con la quale forma una serie. Nel 1983 era stata denominata manganotapiolite per analogia con la ferrotapiolite.

## Morfologia
La tapiolite-(Mn) si presenta solitamente in cristalli equidimensionali o corti cristalli prismatici.

## Origine e giacitura
La tapiolite-(Mn) si rinviene nella pegmatite granitica.